# Kristian Riis
Kristian Dirks Riis (* 17. Februar 1997 in Haderslev) ist ein dänischer ehemaliger Fußballspieler. Er war dänischer Juniorennationalspieler.

## Karriere

### Verein
Kristian Riis wurde in Haderslev, einer Stadt mit rund 22.000 Einwohnern in der Nähe der deutschen Grenze, geboren und begann mit dem Fußballspielen bei Haderslev FK, bevor er in die Jugend von SønderjyskE wechselte. Später zog es ihn in das Nachwuchsleistungszentrum des Ligakonkurrenten FC Midtjylland. Im Sommer 2016 nahm Riis an der Saisonvorbereitung der Profimannschaft teil und debütierte am 7. Juli 2016 im Alter von 19 Jahren beim 1:0-Sieg im Hinspiel in der ersten Qualifikationsrunde zur UEFA Europa League gegen den litauischen Vertreter Suduva Marijampole für die Profimannschaft. In der Folgezeit kam er hin und wieder für die Profimannschaft zum Einsatz, sowohl in der Superligæn als auch im dänischen Pokal. Kristian Riis konnte sich in der Profimannschaft allerdings nicht dauerhaft durchsetzen, dennoch wurde im August 2017 sein Vertrag bis 2022 verlängert, wobei er dann kurz vor Monatsende an den Zweitligisten Vendsyssel FF verliehen wurde. Hier eroberte er sich einen Stammplatz und wurde dabei zumeist als Innenverteidiger eingesetzt. Daraufhin kehrte Riis zum FC Midtjylland zurück, wobei er dann im August 2018 erneut verliehen wurde, nun an den Ligakonkurrenten Esbjerg fB. Aufgrund seiner Verletzungen – aufgrund von Knieproblemen kam er lediglich zu einem Kurzeinsatz – wurde der Leihvertrag im März 2019 aufgelöst. Der gebürtige Haderslebener Kristian Riis blieb bis 2021 ohne Einsatz, ehe er am 21. März 2021 nach langer Verletzungspause und mehreren Operationen sein Comeback feierte, als er beim 5:0-Sieg am 22. Spieltag der Superligæn 2020/21 gegen Vejle BK in der 81. Minute für Erik Sviatchenko eingewechselt wurde.

### Nationalmannschaft
Am 27. August 2013 gab Kristian Riis beim Spiel im Syrenka Cup in Polen gegen die Slowakei sein Debüt für die dänische U17-Nationalmannschaft, dieses Spiel gewann Dänemark nach Elfmeterschießen. Er kam für diese Altersklasse in 7 Partien zum Einsatz, darunter in einem Spiel in der Qualifikation für die U17-Europameisterschaft 2014. Sein letztes Spiel absolvierte Riis am 17. April 2014 beim 2:3 im Freundschaftsspiel gegen die Schweiz. Im Jahr 2017 lief er in zwei Spielen für die dänische U20-Nationalmannschaft auf.